# 115312 Whither
115312 Whither è un asteroide della fascia principale. Scoperto nel 2003, presenta un'orbita caratterizzata da un semiasse maggiore pari a 2,4013990 UA e da un'eccentricità di 0,1336631, inclinata di 2,96756° rispetto all'eclittica.